# Cielo (rete televisiva)
Cielo è un canale televisivo italiano privato edito da Sky Italia. È il primo canale di Sky (Cielo è la traduzione in italiano del termine) a trasmettere in chiaro sul digitale terrestre al canale 26 della numerazione LCN e la sua programmazione è composta essenzialmente di repliche di format già andati in onda sui canali a pagamento della piattaforma.
Dal 2025  il direttore di Cielo è Giuseppe De Bellis.

## Storia
Cielo parte il 16 dicembre 2009 alle ore 19:00 con un'edizione di Sky TG24. La voce ufficiale dei promo del canale è quella di Massimiliano "Massi" Rossi.
Il canale è considerato generalista: propone programmi factual, reality, talent, film, docu-reality e notizie a cura di Sky TG24. Quasi tutti i programmi che compongono il palinsesto di Cielo sono repliche di programmi già in onda sui canali satellitari a pagamento di Sky (in misura maggiore su Sky Uno) e sono rare prime visioni assolute.
La programmazione dei film è suddivisa per "cicli", in base al loro tema predominante: horror destination, le furie d'oriente, brivido, action destination, back to the fantastic ecc. Nasce inoltre il ciclo #Fenomenivirali, dedicato a film di genere fantascientifico, catastrofici o horror, assimilabili al concetto di B-Movie e che solitamente vengono stroncati da critica e botteghino. Alcuni dei film più trasmessi durante questo ciclo sono, ad esempio, Piranha 3D e la saga di Sharknado.
Il 14 febbraio 2011 la rete passa al formato panoramico 16:9. A settembre, trasmette la prima e unica edizione in chiaro di MasterChef Italia.
Il 19 ottobre 2013 il canale inaugura il ciclo "XXX visioni erotiche", iniziando a trasmettere con regolarità, durante le sue prime serate, film erotici del passato. Nello stesso periodo, la seconda serata dell'emittente inizia ad essere destinata, quasi integralmente, a programmi appartenenti al ciclo The body of sex, trasmettendo programmi di educazione sessuale o documentari riguardanti il mondo della sessualità o pornografia.
Nel febbraio 2014, visto che alcuni importanti eventi sportivi sono trasmessi anche in chiaro, Cielo è il canale dei giochi olimpici invernali di Sochi, trasmettendo le cerimonia di apertura e chiusura oltre a 100 ore di gare in diretta. Nel 2014 e nel 2015 propone inoltre in chiaro il Motomondiale, con diretta non esclusiva (in simulcast con Sky Sport MotoGP) di qualifiche e gare di 8 Gran Premi delle classi MotoGP, Moto2 e Moto3 e le sintesi di qualifiche e gare dei restanti Gran Premi delle classi MotoGP, Moto2 e Moto3.
Nel 2016 i canali in chiaro di Sky, pur restando essenzialmente delle vetrine per il pay, hanno modificato di poco i loro palinsesti: d'ora in poi molte repliche dei programmi di Sky già trasmessi (incluse le dirette sportive) vanno in onda su TV8, mentre su Cielo restano alcuni programmi stranieri, i vari Masterchef (tanto che Sky ha definito una fascia ad hoc per la vendita pubblicitaria in piena ora di pranzo) e i cicli di film.
Dal 6 aprile 2019 arrivano le gare della Porsche Carrera Cup.
Il 10 ottobre 2019 in prima visione assoluta ha trasmesso il film Monolith.
Il 28 giugno 2020, il canale trasmette una maratona di quattro ore del wrestling WWE, che dopo nove anni passa su DMAX.
A partire dalla notte tra il 7 e l'8 gennaio 2024 Cielo trasmette per tutta la settimana in diretta simulcast la programmazione notturna di Sky Sport Tennis con una selezione in chiaro degli incontri di tennis dei tornei ATP e WTA che si disputano ad Auckland, Adelaide, Hobart.

## Diffusione
Cielo è disponibile sul digitale terrestre sul multiplex Persidera 2 al canale 26, su Sky Italia al canale 156 (visibile via satellite solo con abbonamento a partire dal 22 agosto 2011) e su Tivùsat al canale 19. In Svizzera è disponibile la ricezione per via cavo UPC Cablecom.
Il 15 ottobre 2012, Cielo approda sulla piattaforma Tivùsat al canale 19.
Il 3 aprile 2013, il canale ha iniziato a trasmettere in alta definizione in esclusiva sulla piattaforma Sky Italia.
Il 2 gennaio 2019 si sposta dal canale 126 al canale 156 di Sky Italia.
Dal 13 maggio 2020 il canale, insieme a TV8, è visibile anche in HD su Tivùsat.
Il 28 luglio 2020 la versione SD sparisce da Sky, mentre su Tivùsat viene marchiata come "provvisoria" e si avvisa che verrà spenta il 1º dicembre.
Il 1º ottobre 2020 il canale, insieme a TV8 e Sky TG24, diventa disponibile nel mux Mediaset 1 mentre la versione nel mux Rete A 1 diventa "provvisoria", rimanendovi fino al 1º gennaio 2021.
Il 10 novembre 2020 la versione provvisoria termina le trasmissioni sul mux Rete A 1.
Il 1º gennaio 2022 Cielo, TV8 e Sky TG24 passano nel mux TIMB 3 mentre diventano provvisorie le versioni del mux Mediaset 1. Inoltre la nuova versione di Cielo è trasmessa in MPEG-4.
Dal 29 aprile 2024 il canale è visibile in mobilità agli abbonati anche tramite l'applicazione gratuita Sky Go su smartphone, tablet e PC.

## Loghi

16 dicembre 2009 - 1º aprile 2013
In uso dal 1º aprile 2013

## Direttori
| Nome               | Periodo   |
| ------------------ | --------- |
| Su Wakefield       | 2009-2013 |
| Antonella D'Errico | 2013-2018 |
| Remo Tebaldi       | 2018-2021 |
| Antonella D'Errico | 2021-2025 |
| Giuseppe De Bellis | 2025-oggi |

## Ascolti

### Share mensile
Dati Auditel relativi al giorno medio mensile sul target individui 4+.
| Anno | Gen   | Feb   | Mar   | Apr   | Mag   | Giu   | Lug   | Ago   | Set   | Ott   | Nov   | Dic   | Media anno |
| ---- | ----- | ----- | ----- | ----- | ----- | ----- | ----- | ----- | ----- | ----- | ----- | ----- | ---------- |
| 2011 | -     | 0,28% | 0,28% | 0,32% | 0,38% | 0,45% | 0,49% | 0,45% | 0,46% | 0,44% | 0,49% | 0,55% | 0,38%      |
| 2012 | 0,50% | 0,46% | 0,48% | 0,48% | 0,49% | 0,60% | 0,83% | 0,78% | 0,68% | 0,79% | 0,74% | 0,68% | 0,62%      |
| 2013 | 0,52% | 0,50% | 0,57% | 0,71% | 0,69% | 0,72% | 0,91% | 1,14% | 0,95% | 1,05% | 1,10% | 1,23% | 0,82%      |
| 2014 | 1,09% | 1,76% | 1,05% | 1,22% | 1,27% | 1,34% | 1,33% | 1,41% | 1,33% | 1,29% | 1,23% | 1,25% | 1,29%      |
| 2015 | 1,18% | 1,14% | 1,21% | 1,48% | 1,35% | 1,36% | 1,25% | 1,49% | 1,39% | 1,23% | 1,19% | 1,05% | 1,27%      |
| 2016 | 1,15% | 1,08% | 1,02% | 0,96% | 0,97% | 1,09% | 1,23% | 1,24% | 1,04% | 0,98% | 0,97% | 1,03% | 1,06%      |
| 2017 | 1,03% | 0,91% | 0,91% | 1,04% | 1,13% | 1,30% | 1,32% | 1,35% | 1,12% | 1,04% | 0,98% | 1,01% | 1,08%      |
| 2018 | 1,04% | 0,93% | 0,97% | 0,98% | 0,92% | 1,07% | 1,15% | 1,19% | 1,07% | 1,00% | 1,03% | 1,00% | 1,03%      |
| 2019 | 1,04% | 0,93% | 0,98% | 1,05% | 1,01% | 1,16% | 1,22% | 1,35% | 1,18% | 1,12% | 1,09% | 1,04% | 1,09%      |
| 2020 | 1,06% | 0,93% | 0,92% | 1,08% | 1,07% | 1,17% | 1,23% | 1,17% | 1,06% | 1,10% | 0,79% | 0,75% | 1,02%      |
| 2021 | 0,82% | 0,84% | 0,80% | 0,84% | 0,88% | 0,93% | 0,95% | 0,97% | 0,95% | 0,95% | 0,90% | 0,88% | 0,88%      |
| 2022 | 0,84% | 0,85% | 0,87% | 0,94% | 1,04% | 1,07% | 1,07% | 1,12% | 1,03% | 0,98% | 0,95% | 0,96% | 0,96%      |
| 2023 | 1,00% | 0,93% | 0,98% | 0,98% | 0,96% | 1,03% | 1,12% | 1,22% | 1,12% | 1,08% | 1,03% | 1,03% | 1,03%      |
| 2024 | 0,95% | 0,91% | 0,96% | 1,02% | 0,97% | 1,13% | 1,02% | 1,03% | 1,02% | 1,02% | 0,96% | 0,97% | 0,99%      |
| 2025 | 0,94% | 0,97% | 0,94% | 0,94% | 0,91% | 1,05% |       |       |       |       |       |       |            |

## Programmi

### Show
- Affari al buio
- Affari al buio UK
- Affari di famiglia
- Aniene
- Appuntamento al buio - Gli incontri
- Britain's Got Talent
- Buying & Selling
- Cambio vita... Mi sposo!
- Cambio vita... Mi trasformo!
- Case in rendita
- Cash Taxi
- Celebrity Now - Satira Selvaggia
- Cheaters - Tradimenti
- Ci pensa Rocco
- Dog Whisperer - Uno psicologo da cani
- Famiglia extralarge
- Fratelli in affari
- Gli eroi del ghiaccio
- Gli Sgommati
- Gli Svuotacantine - A caccia di tesori
- Got To Dance
- Hell's Kitchen
- Hell's Kitchen Italia
- House of Gag
- Il boss del fai da te
- Io, me e Simone
- Italia's Got Talent
- Italia's Next Top Model
- Italian Pickers
- Junior MasterChef Australia
- Junior MasterChef Italia
- La boss della cucina
- L'uomo di casa
- MasterChef Canada
- MasterChef Italia
- MasterChef Spagna
- MasterChef USA
- MasterChef Australia
- Most Dangerous
- Quattro matrimoni in Italia
- Ricette pericolose
- Sei più bravo di un ragazzino di 5ª?
- Sex Education Show
- Sex Therapy
- The Apprentice
- The Body Of Sex
- The Joy of Teen Sex
- The Renovators - Case fai da te
- The Sex Inspectors
- Ti aspetto fuori
- Top 20 Countdown
- Uno su tutti
- Vendite impossibili
- Vendite impossibili UK
- Voglio vivere così Italia
- Vuoi ballare con me?
- X Factor
- X Factor USA
- WWE Tough Enough
- Top Gear UK
- Aspettando Top Gear Italia
- Lord of the Bikes
- Cucine da incubo Italia
- Giardini da incubo
- Bar da incubo

### Serie TV
- 24: Live Another Day
- Better Off Ted - Scientificamente pazzi
- Boris
- Burn Notice - Duro a morire
- C'è sempre il sole a Philadelphia
- Call Me Fitz
- Countdown
- Dexter
- Diario di una squillo perbene
- Dollhouse
- Drop Dead Diva
- Falling Skies
- Flics
- Genesis
- I Griffin
- Hawthorne - Angeli in corsia
- Il Killer delle vergini
- La mia vita con Derek
- Life on Mars USA
- Lipstick Jungle
- Luther
- Modern Family
- Pan Am
- Profiling
- Satisfaction - Vite da squillo
- Second Sight
- Sons of Anarchy
- Spartacus
- Terapia d'urto
- The Listener
- The Riches

### Informazione e approfondimento
- Sky TG24 Flash News
- Sky TG24 Mezzogiorno
- Sky TG24 Mattina
- Sky TG24 Giorno

### Sport
- Race! Il prossimo pilota
- Porsche Carrera Cup
- NBA  (Match di cartello alla domenica, Natale in diretta il resto in differita)
- UEFA Europa League
- Formula 2